# Megaerops kusnotoi
Espèce
Statut de conservation UICN

 VU A3c : Vulnérable
Megaerops kusnotoi est une espèce de chauve-souris de la famille des Pteropodidae et qui est endémique d'Indonésie.

## Systématique
L'espèce Megaerops kusnotoi a été décrite en 1978 par le zoologiste britannique John Edwards Hill (1928-1997) et le mammalogiste indonésien Bapak Boeadi (d).

## Répartition
Megaerops kusnotoi se rencontre en Indonésie sur les îles de Java, Bali et Lombok.

## Publication originale
- (en) J. E. Hill et B. Boeadi, « A new species of Megaerops from Java (Chiroptera : Pteropodidae) », Mammalia, De Gruyter, vol. 42, no 4,‎ 1978, p. 427-434 (ISSN 0025-1461 et 1864-1547, DOI 10.1515/MAMM.1978.42.4.427).